# Montblanc (Tarragona)
Montblanc ist eine katalanische Stadt in der Provinz Tarragona im Nordosten Spaniens. Sie ist der Hauptort der Comarca Conca de Barberà.
Die mittelalterliche Innenstadt steht seit 1947 unter Denkmalschutz. Sie wird von einer nahezu vollständig erhaltenen Stadtmauer mit ursprünglich 31 Türmen und 5 Toren umgeben. 

## Geographische Lage
Die Stadt liegt etwa 30 Kilometer nördlich von Tarragona im Süden der Comarque nahe dem Zusammenfluss des Anguera in den Francolí. Die Altstadt liegt auf etwa 350 m Höhe, der höchste Punkt der Gemarkung aber der Mola d'Estat in den Bergen von Prades mit 1.126 m.
Die Stadt liegt an der Autobahn A-2 von Barcelona nach Saragossa sowie an der Nationalstraße N-240 zwischen Tarragona und Lleida. Sie besitzt einen Bahnhof an der Bahnlinie von Barcelona nach Lleida.

## Teilorte
La Guàrdia dels Prats (~150 Einwohner) – Lilla (~80 E.) – Montblanc (~6.340 E.) – El Pinetell de Rojals (~10 E.) – Prenafeta (~20 E.) – Rojals (~30 E.)

## Ursprung des Ortsnamens
Die Stadt verdankt ihren Namen dem Hügel in der Mitte der Altstadt und der heute Pla de Santa Bàrbara genannt wird. Dieser Hügel („mont“) war kahl und „blank“ („albis“ in mittelalterlichem Katalanisch). So erhielt der Ort zunächst den Namen Montis Albis, später Montblanc.

## Geschichte
Im umgebenden Bergland der Gemarkung wurden an insgesamt elf Orten steinzeitliche Zeichnungen und andere Siedlungsreste gefunden. Sie sind Bestandteil des Weltkulturerbes „Vorgeschichtliche Felsmalereien im östlichen Spanien“.
Zwischen dem vierten und zweiten vorchristlichen Jahrhundert gab es auf dem Pla de Santa Bàrbara in der heutigen Stadtmitte eine iberische Siedlung. Man fand auch Reste römischer Landgüter (Villa rustica) der folgenden Jahrhunderte. Für den Beginn des 11. Jahrhunderts ist eine Siedlung namens Duesaigües am Zusammenfluss von Anguera und Francolí bekannt.
Nachdem 1153 mit dem Waliat (= Vizekönigreich) Siurana das letzte Herrschaftsgebiet des Königreiches Taifa in Katalonien zurückerobert war, förderte Raimund Berengar IV. die Wiederbesiedlung dieses Gebietes mit Steuerbefreiungen für einige Siedlungen, darunter auch Duesaigües.
Häufige Überschwemmungen und die Notwendigkeit einer befestigten Stadt zwischen Tarragona und Lleida veranlassten König Alfons I., die Siedlung auf einen nahe gelegenen Hügel zu versetzen. So wurde das heutige Montblanc im Februar 1163 gegründet.
Die Stadt wuchs rasch. 1170 bestand auf dem Hügel bereits eine Burg und eine romanische Marienkirche. Dank der erhaltenen Marktrechte wuchs die Bedeutung der Stadt im 13. Jahrhundert weiter. Peter der Große von Aragonien machte Montblanc zum Hauptort einer Vegueria, einer überörtlichen Verwaltungseinheit, und es wurde eine „königliche Schreibstube“ sowie eine Hochschule („Estudi Major“) gegründet. In dieser Zeit entstanden Bauten wie die Kirche Sant Miquel, verschiedene Klöster, das heutige Rathaus (Casa de la Vila) oder der königliche Palast.
1287 erhielt Montblanc als eine von fünf Städten das Recht, ein eigenes Wappen zu führen. Die übrigen vier waren Barcelona, Huesca, Lleida und Cervera. 
Die größte Bedeutung erreichte die Stadt im 14. Jahrhundert. Als siebtgrößte Stadt Kataloniens hatte sie auch wirtschaftliche Kraft. König Joan I. verlieh seinem Bruder (und zukünftigen König) Martin I. den Titel eines Herzogs von Montblanc.
In Montblanc tagten die Corts Catalanes (Ständevertretung) mehrmals:
- 1307 unter Jaume II
- 1333 unter Alfons III.
- 1370–71 unter Pere III.
- 1414 unter Ferran I.
- 1640 berief Felip III die Corts ein, sie wurden aber nicht mehr abgehalten

1410 kam das Parlament General de Catalunya in Montblanc zusammen.
Gegen Ende des 15. Jahrhunderts begann für Montblanc eine Periode des Niedergangs. Eine Folge von Missernten, Epidemien und der Katalanische Bürgerkrieg (1462–1472) beendeten den Aufstieg der herzöglichen Stadt (Vila Ducal). Die Stadtmauern und viele Gebäude und Brücken wurden beschädigt.

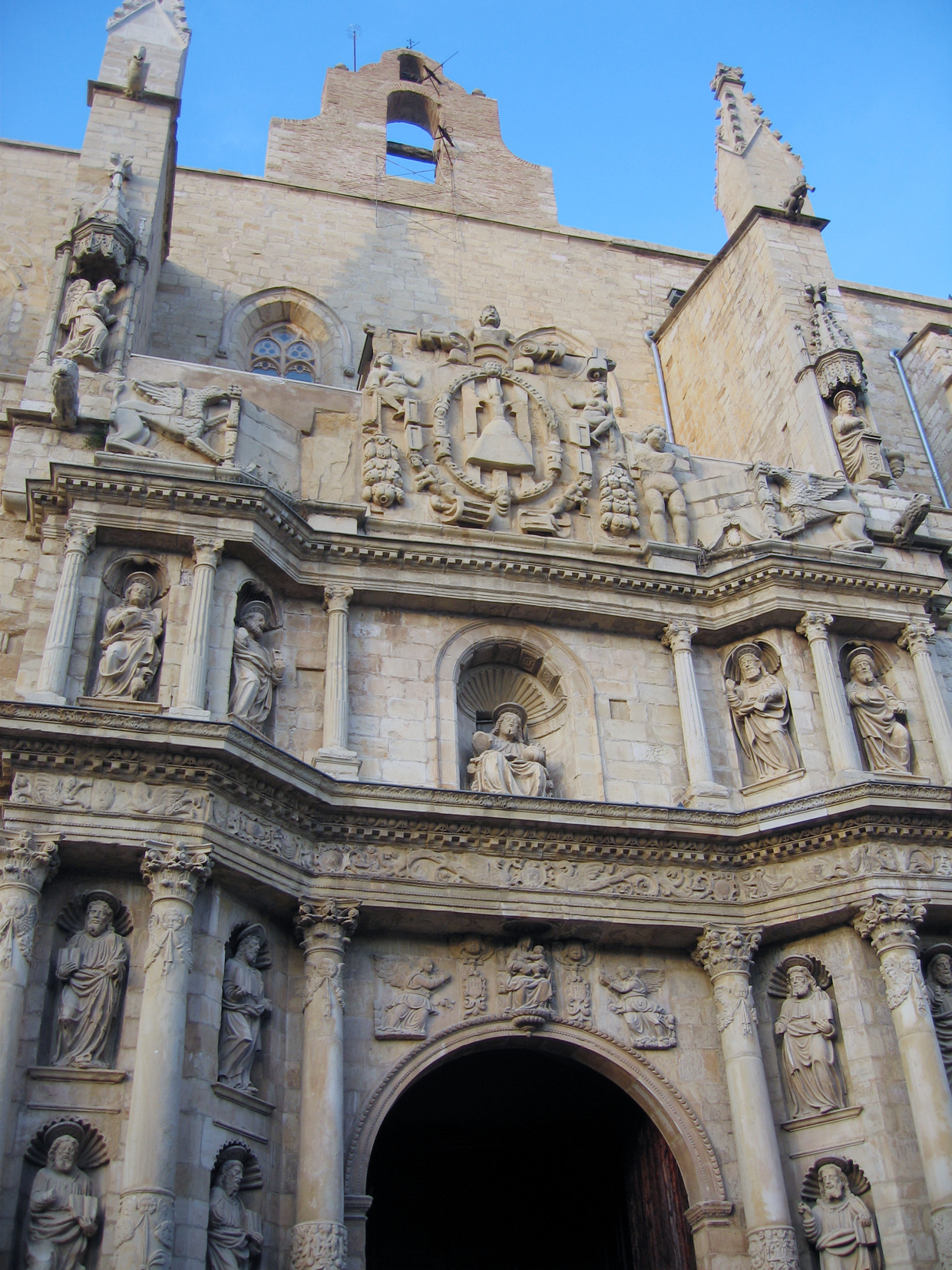
Kirche Santa Maria

Im 16. und 17. Jahrhundert begann die Stadt, sich zu erholen. Aber der Katalanische Aufstand bedeutete einen harten Schlag für die Bevölkerung. Teile der Stadtmauer wurden erneut zerstört, die Archive verbrannt und die Fassade der gotischen Kirche Santa Maria von den sich zurückziehenden kastilischen Truppen zerschossen. Die zahlreichen Angriffe, Plünderungen und Brände führten dazu, dass die Stadt endgültig ihre politische und wirtschaftliche Bedeutung verlor.
In der Folge des Spanischen Erbfolgekriegs verlor Montblanc viele ihrer Privilegien wie beispielsweise die Vegueria von Montblanc, die zu einem Unterbezirk von Tarragona wurde. Die Napoleonischen Kriege gaben der Stadt den Rest.
Ab Mitte des 19. Jahrhunderts erholte sich die Stadt zügig. Wirtschaftlicher Schwerpunkt wurde das Handwerk und der Weinbau. Als dann auch noch die Verkehrsverbindungen verbessert wurden (1821 Straße nach Valls, 1843 nach Reus) und insbesondere als 1863 die Eisenbahn gebaut wurde, stieg die Bevölkerung deutlich. Damit die immer größeren Wagen durch die Stadt fahren konnten, wurden die Arkaden des Carrer Major entfernt und die beiden Stadttore an den Enden dieser Straße abgerissen.
Diese hoffnungsvolle Entwicklung wurde jedoch durch einen Reblausbefall beendet, der den Weinbau vollständig vernichtete. Erst gegen Mitte des 20. Jahrhunderts begann wieder eine dynamische Entwicklung der Stadt. In den letzten Jahren wurde die Grenze von 6.500 Einwohnern überschritten.

## Städtepartnerschaften
- Montblanc in der Region Okzitanien, (Frankreich)